# Lúcio Cíncio Alimento
Lúcio Cíncio Alimento (em latim: Lucius Cincius Alimentus) foi um celebrado analista e jurista romano que foi pretor na Sicília em 209 a.C., com o comando de duas legiões. Escrevendo principalmente em grego, é considerado, juntamente com Fábio Pictor, um dos primeiros historiadores romanos. A Lei Cinciana, que proíbe a aceitação de pagamento para serviços legais, leva o nome de sua proposta de legislação.

## Segunda Guerra Púnica
Em 208 a.C., Lúcio Cíncio Alimento foi convocado para, com sua frota, voltasse a atacar a cidade de Locros enquanto uma parte do exército de Salentino marchava através de Brúcio para cercá-la por terra. Sabendo deste último movimento, Aníbal organizou uma emboscada em Petélia com um destacamento de cavalaria e infantaria que conseguiu causar fortes baixas aos romanos, forçando-os de volta a Taranto.
Quando Aníbal voltou para Brúcio, enfrentou, juntamente com o comandante da guarnição de Locros, Magão, Cíncio Alimento mais uma vez na Segunda Batalha de Locros, que, novamente, colocou em fuga os romanos.

## Historiador
Entre seus trabalhos está um relato de sua prisão na Segunda Guerra Púnica, e uma biografia do filósofo Górgias, embora estas obras provavelmente formaram parte de suas anais. Sua objetividade foi elogiada por Dionísio de Halicarnasso e Políbio, e foi frequentemente citado pelo historiador Festo. Cíncio Alimento foi capturado em uma das primeiras batalhas da Segunda Guerra Púnica e passou anos como um prisioneiro dos cartaginenses sob Aníbal, que, por alguma razão, confidenciou à Alimento os detalhes de sua travessia dos Alpes. Descreveu este conto após sua libertação, e a informação foi reproduzida em crônicas de muitos historiadores romanos posteriores.
O historiador Barthold Georg Niebuhr elogiou Alimento, no começo do século XIX, como um investigador crítico da antiguidade, que jogou luz na história de seu país por pesquisas entre seus monumentos antigos. Em particular, Alimento tinha um relato muito menos triunfal das antigas relações entre os romanos e os latinos que a maioria dos historiadores. um dos fragmentos de Alimento que sobreviveram data a fundação de Roma como 729/728 a.C. (o quarto ano da décima segunda olimpíada); Niebuhr justificou a diferença pela suposição de que tanto Alimento como outros analistas encontraram um registro datando a fundação como 132 anos e 10 meses antes do reino de Tarquínio Prisco, que mudou o calendário; Niebuhr supôs que Alimento converteu isto para 110 anos e 12 meses antes de calcular a época.
Entre os trabalhos atribuídos a Alimento estão um tratado De Officio Jurisconsulti, contendo ao menos dois livros; um livro De Verbis priscis; um De Consulum Potestate, um De Comitiis, um De Fastis, dois Mystagogicon e vários De Re Militari. No último trabalho ele lidou com assuntos como imposições militares, cerimônias de declaração de guerra e sobre os Jus Fetiale. Alguns destes títulos tem sido atribuídos, contudo, a antiquário Cíncio, que escreveu ca. 200 anos depois sob Augusto, e alguns escolares acham que ambos são, na verdade, o mesmo escritor.